# سیارک ۳۷۶۹۲
سیارک ۳۷۶۹۲ (به انگلیسی: 37692 Loribragg، نامگذاری:1995VX) سی و هفت هزار و ششصد و نود و دومین سیارک کشف شده‌است که در ۱۲ نوامبر ۱۹۹۵ کشف شد.